# Harry Storer Jr.
Harry Storer Jr. (Liverpool, 2 febbraio 1898 – Derby, 1º settembre 1967) è stato un calciatore, allenatore di calcio e crickettista inglese, di ruolo portiere.

## Carriera

### Calcio

#### Giocatore
Dopo aver militato in alcune squadre del Derbyshire e del Nottinghamshire, nel 1919 firma il suo primo contratto da professionista con il Grimsby Town. Dopo due anni si trasferisce al Derby County, con cui in 7 anni mette colleziona più di 250 presenze. Ha concluso la propria carriera agonistica con indosso la maglia del Burnley.

#### Nazionale
Storer ha esordito ufficialmente con la Nazionale inglese nel 1924, mettendo a segno la rete del definitivo 3-1 in un'amichevole contro la Francia.

#### Allenatore
Nel giugno 1931, poco dopo il suo ritiro da calciatore, ottiene la guida tecnica del Coventry City, con cui vinse il titolo di Third Division nell'annata 1935-1936. Lascia il club nell'estate del 1945, accasandosi sulla panchina del Birmingham City, che porta alla vittoria del campionato di Second Division 1947-1948; tuttavia, si dimise nel novembre 1948 per tornare sulla panchina del Coventry City. Nel giugno 1955 viene nominato nuovo allenatore del Derby County, mantenendo tale incarico fino al 31 maggio 1962, quando decide di lasciare il club.

### Cricket
Storer ha militato dal 1920 al 1936 nella rappresentativa crickettistica della contea del Derbyshire, totalizzando 13.513 punti in 302 gare disputate.